# 73.ª edición de los Premios Óscar
La 73.ª edición de los Óscar premió a las mejores películas de 2000. Organizada por la Academia de Artes y Ciencias Cinematográficas, tuvo lugar en el Shrine Auditorium y Expo Center de Los Ángeles (Estados Unidos) el 25 de marzo de 2001.

## Presentadores de premios
- Steve Martin, maestro de ceremonias.
- John Travolta, In Memoriam.

## Candidaturas y ganadores
Gladiator se convirtió en el segundo péplum en ganar el Óscar a mejor película, el primero en lograrlo fue Ben-Hur en 1959. Steven Soderbergh fue la tercera persona  en conseguir dos nominaciones en la categoría de mejor director por dirigir las películas: Erin Brockovich y Traffic, siendo esta última donde ganaría la estatuilla. 卧虎藏龙 (Wò hǔ cáng lóng) se convirtió en la tercera película en conseguir simultáneamente una nominación en las categorías de Mejor película y Mejor película extranjera, además dicha película  consiguió diez nominaciones lo que la convierte en la película de habla no inglesa con más nominaciones en la historia del Óscar y con cuatro categorías ganadas nuevamente 卧虎藏龙 (Wò hǔ cáng lóng) se convertiría en la película de habla no inglesa más laureada de la historia, igualando el número de victorias que consiguió la película sueca Fanny y Alexander en 1983. Por otra parte  River Phoenix y Joaquin Phoenix se han convertido en el primer dúo de hermanos en conseguir una nominación en la categoría de mejor actor de reparto, el primero por Running on Empty  en 1988 y el segundo por Gladiator en esta edición. 

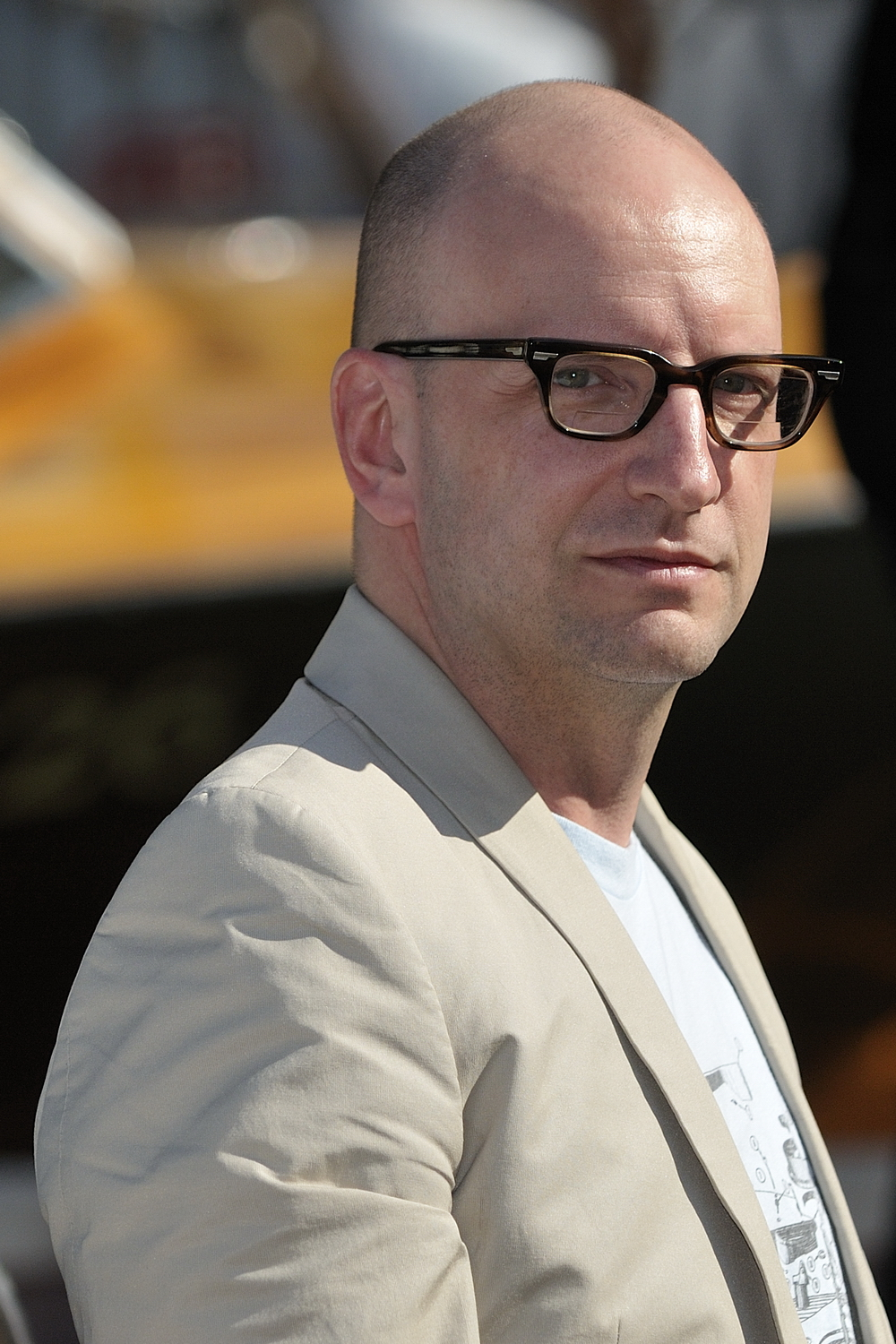
Steven Soderbergh fue el ganador del Óscar al mejor director por Traffic.

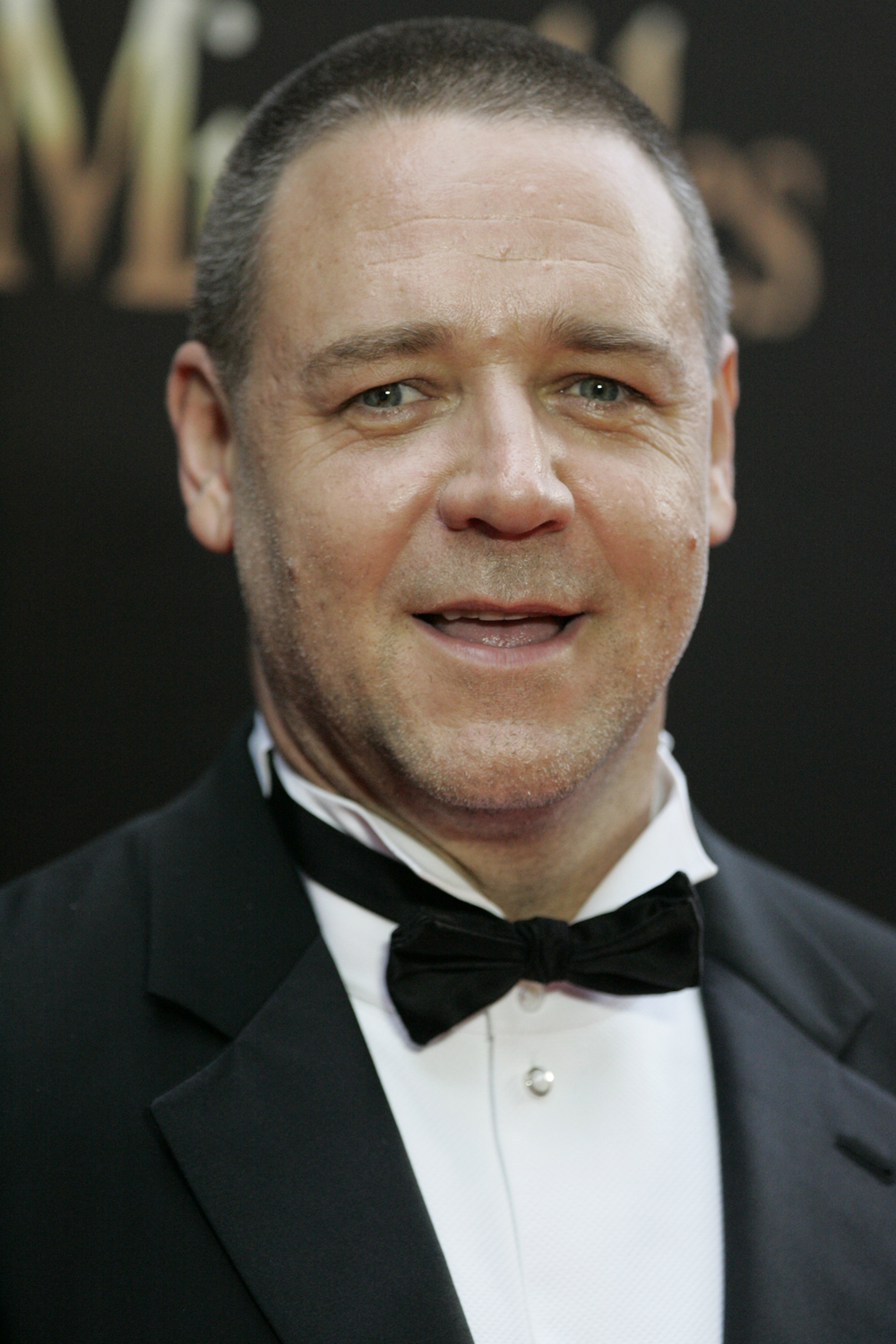
Russell Crowe fue el ganador del Óscar al mejor actor por Gladiator.

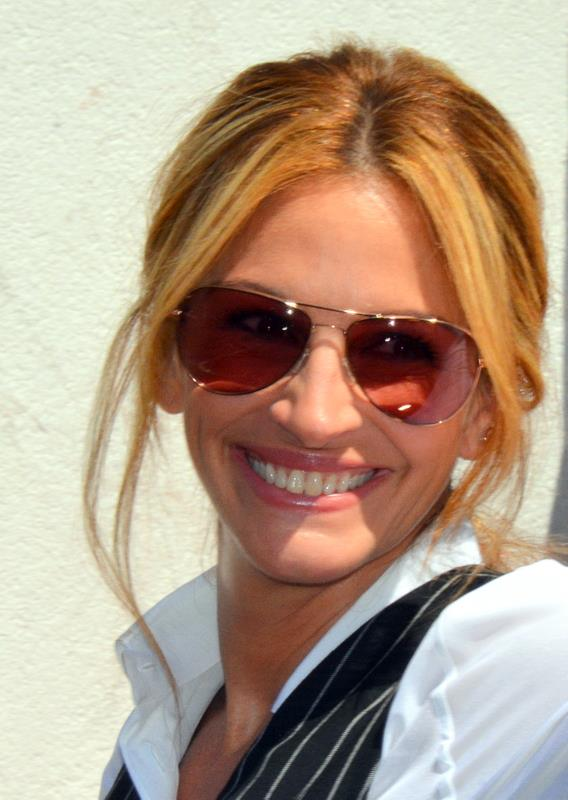
Julia Roberts fue la ganadora del Óscar a mejor actriz por Erin Brockovich.

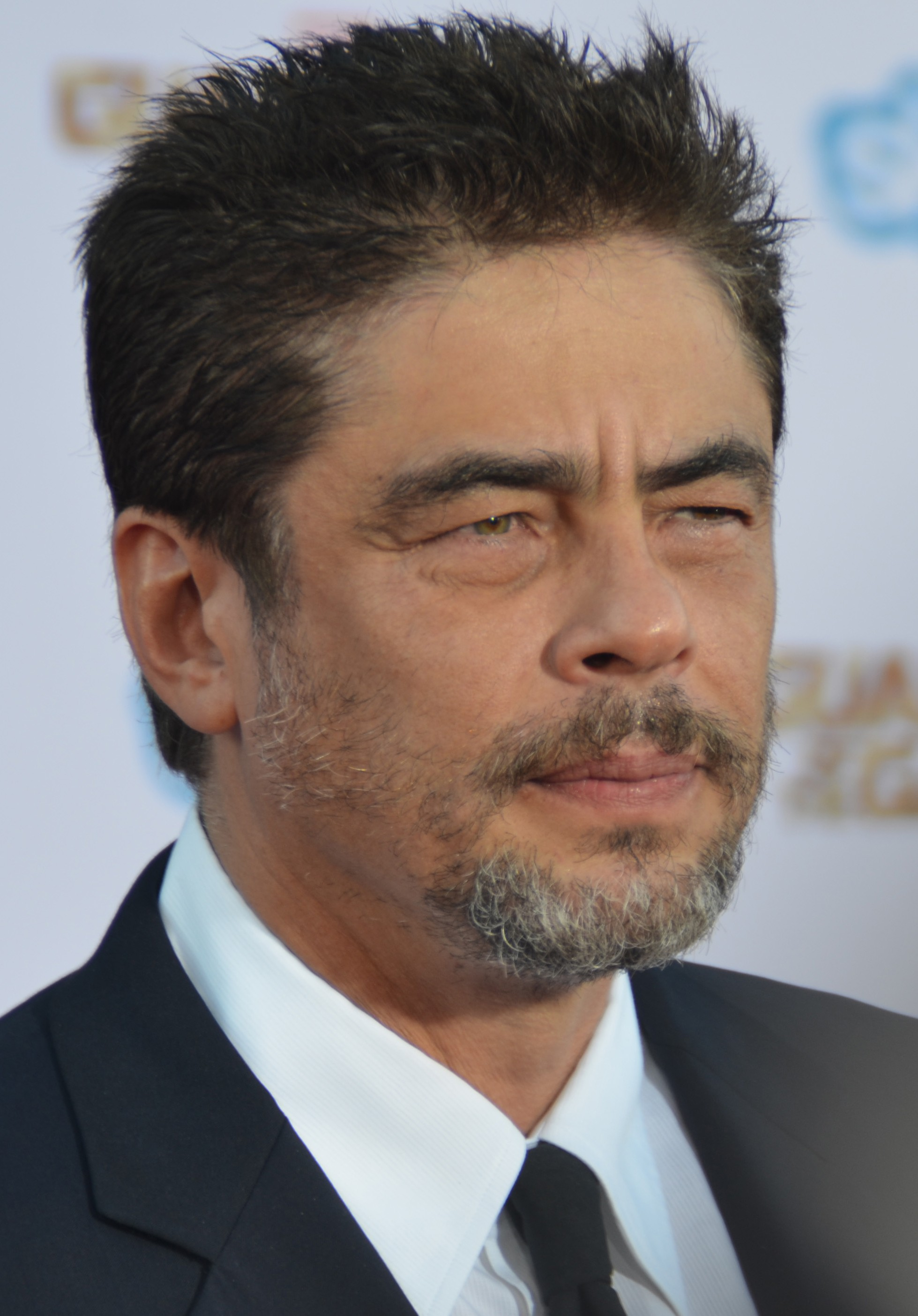
Benicio Del Toro fue el ganador del Óscar a mejor actor de reparto por Traffic.

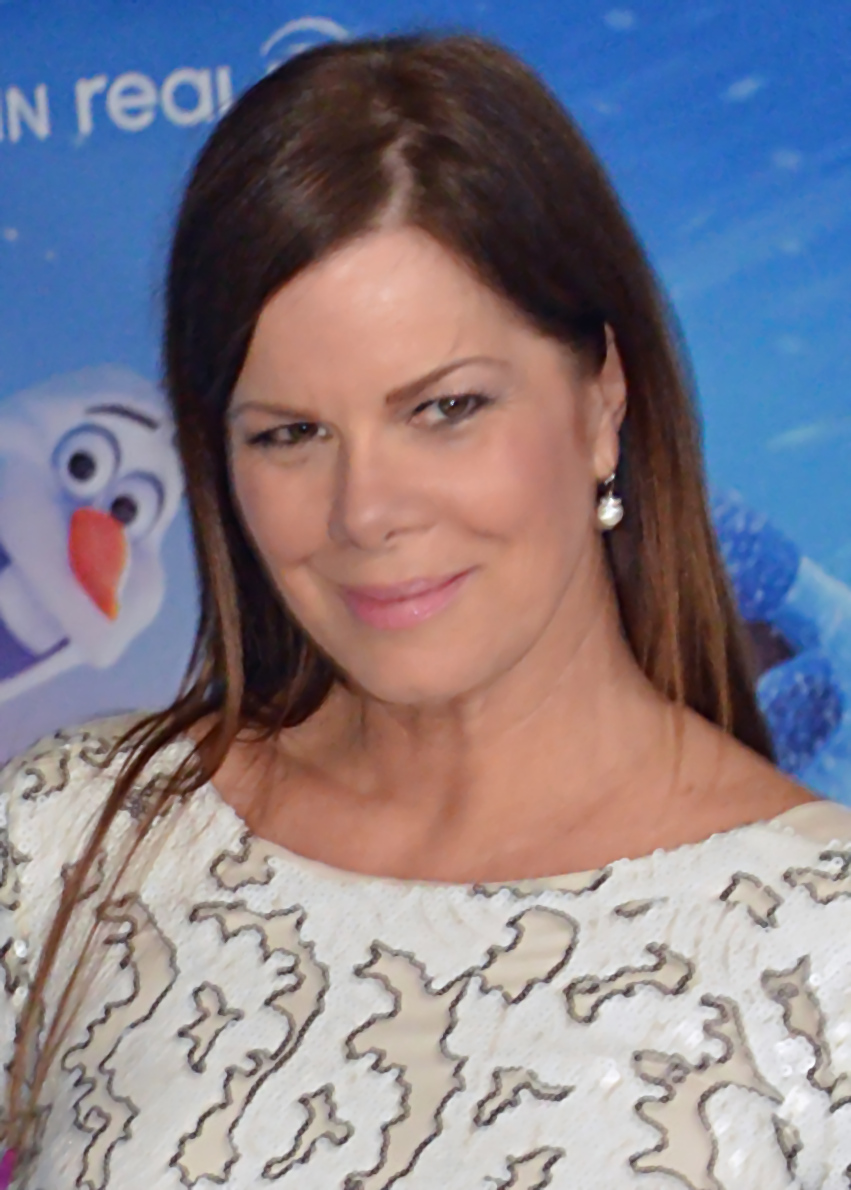
Marcia Gay Harden fue la ganadora del Óscar a la mejor actriz de reparto por Pollock.

 Indica el ganador dentro de cada categoría.
| Mejor película Presentado por: Michael Douglas | Mejor director Presentado por: Tom Cruise |
| --- | --- |
| Gladiator — Douglas Wick, David Franzoni y Branko Lustig. | Steven Soderbergh — Traffic. |
| - Chocolat — David Brown, Kit Golden y Leslie Holleran - Erin Brockovich — Danny DeVito, Michael Shamberg y Stacey Sher - Traffic — Marshall Herskovitz, Edward Zwick y Laura Bickford - Wò hǔ cáng lóng (Tigre y dragón) — Bill Kong, Hsu Li-kong y Ang Lee. | - Stephen Daldry — Billy Elliot - Ang Lee — Wò hǔ cáng lóng (Tigre y dragón) - Steven Soderbergh — Erin Brockovich - Ridley Scott — Gladiator |
| Mejor actor Presentado por: Hilary Swank | Mejor actriz Presentado por: Kevin Spacey |
| Russell Crowe — Gladiator; como General Máximo Décimo Meridio | Julia Roberts — Erin Brockovich; como Erin Brockovich |
| - Javier Bardem — Before Night Falls (Antes que anochezca) como Reinaldo Arenas - Tom Hanks — Cast Away (Náufrago) como Chuck Noland - Ed Harris — Pollock como Jackson Pollock - Geoffrey Rush — Quills como Marqués de Sade | - Joan Allen — The Contender (Candidata al poder) como Laine Hanson - Juliette Binoche — Chocolat como Vianne Rocher - Ellen Burstyn — Requiem for a Dream (Réquiem por un sueño) como Sara Goldfarb - Laura Linney — You Can Count On Me (Puedes contar conmigo) como Sammy Prescott |
| Mejor actor de reparto Presentado por: Angelina Jolie | Mejor actriz de reparto Presentado por: Nicolas Cage |
| Benicio Del Toro — Traffic; como Javier Rodríguez | Marcia Gay Harden — Pollock; como Lee Krasner |
| - Jeff Bridges — The Contender (Candidata al poder) como Presidente Jackson Evans - Willem Dafoe — Shadow of the Vampire (La sombra del vampiro) como Max Schreck - Albert Finney — Erin Brockovich como Edward L. Masry - Joaquin Phoenix — Gladiator como Cómodo | - Judi Dench — Chocolat como Armande Voizin - Kate Hudson — Almost Famous (Casi famosos) como Penny Lane - Frances McDormand — Almost Famous (Casi famosos) como Elaine Miller - Julie Walters — Billy Elliot como Georgia Wilkinson |
| Mejor guion original Presentado por: Tom Hanks | Mejor guion adaptado Presentado por: Arthur C. Clarke |
| Almost Famous (Casi famosos) — Cameron Crowe. | Traffic — Stephen Gaghan basado en Traffik por Simon Moore |
| - Billy Elliot — Lee Hall - Erin Brochovich — Susannah Grant - Gladiator — David Franzoni, John Logan y William Nicholson - You Can Count On Me (Puedes contar conmigo) — Kenneth Lonergan | - Chocolat — Robert Nelson Jacobs basado en Chocolat por Joanne Harris - O Brother, Where Art Thou? — Joel e Ethan Coen basado en Odisea de Homero - Wonder Boys (Jóvenes prodigiosos) — Steve Kloves basado en Wonder Boys por Michael Chabon - Wò hǔ cáng lóng (Tigre y dragón) — Wang Hui Ling, James Schamus y Tsai Kuo Jung basado en Crouching Tiger, Hidden Dragon por Wang Du Lu |
| Mejor película extranjera (de habla no inglesa) Presentado por: Juliette Binoche y Jack Valenti | |
| Wò hǔ cáng lóng (Tigre y dragón) (Taiwán) en mandarín — Ang Lee | |
| - Amores perros (México) en español — Alejandro González Iñárritu - Musíme si pomáhat (El amor en tiempos de odio) (República Checa) en checo — Jan Hrebejk - Iedereen Beroemd!(¡Quiero ser famosa!) (Bélgica) en danés e inglés — Dominique Deruddere - Le goût des autres (Para todos los gustos) (Francia) en francés — Agnès Jaoui                                                        | |
| Mejor documental largo Presentado por: Samuel L. Jackson | Mejor documental corto Presentado por: Samuel L. Jackson |
| Into the Arms of Strangers: Stories of the Kindertransport — Mark Jonathan Harris y Deborah Oppenheimer | Big Mama — Tracy Seretean |
| - Legacy — Tod Lending - Long Night's Journey into Day — Frances Reid y Deborah Hoffmann - Scottsboro: An American Tragedy — Barak Goodman y Daniel Anker - Sound and Fury — Josh Aronson y Roger Weisberg | - Curtain Call — Chuck Braverman y Steve Kalafer - Dolphins — Greg MacGillivray y Alec Lorimore - On Tiptoe: Gentle Steps to Freedom — Eric Simonson y Leelai Demoz - The Man on Lincoln's Nose — Daniel Raim |
| Mejor cortometraje Presentado por: Ben Stiller | Mejor cortometraje animado Presentado por: Ben Stiller |
| Quiero ser — Florian Gallenberger | Padre e hija — Michaël Dudok de Wit |
| - A Soccer Story — Paulo Machline - By Courier — Peter Riegert y Ericka Frederick - One Day Crossing — Joan Stein y Christina Lazaridi - Seraglio — Gail Lerner y Colin Campbell | - Periwig Maker — Steffen Schäffler y Annette Schäffler - Rejected — Don Hertzfeldt |
| Mejor banda sonora Presentado por: Goldie Hawn | Mejor canción original Presentado por: Jennifer López |
| Wò hǔ cáng lóng (Tigre y dragón) — Tan Dun | «Things Have Changed» — Wonder Boys (Jóvenes prodigiosos); Música y Letra por Bob Dylan. |
| - Chocolat — Rachel Portman - The patriot (El patriota) — John Williams - Gladiator — Hans Zimmer - Malèna — Ennio Morricone | - «A Fool In Love» — Meet the Parents (Los padres de ella); Música y Letra por Randy Newman. - «A Love Before Time» — Wò hǔ cáng lóng (Tigre y dragón); Música por Jorge Calandrelli y Tan Dun; Letra por James Schamus - «I've Seen It All» — Dancer in the Dark (Bailando en la oscuridad); Música por Björk; Letra por Lars von Trier y Sjon Sigurdsson - «My Funny Friend and Me» — The Emperor's New Groove (El emperador y sus locuras); Música por Sting y David Hartley; Letra por Sting. |
| Mejor edición de sonido Presentado por: Mike Myers | Mejor sonido Presentado por: Mike Myers |
| U-571 — Jon Johnson | Gladiator — Scott Millan, Bob Beemer y Ken Weston |
| - Space Cowboys — Alan Robert Murray y Bub Asman | - The patriot (El patriota) — Kevin O'Connell, Greg P. Russell y Lee Orloff - The Perfect Storm (La tormenta perfecta) — John Reitz, Gregg Rudloff, David Campbell y Keith A. Wester - Cast Away (Náufrago) — Randy Thom, Tom Johnson, Dennis Sands y William B. Kaplan - U-571 — Steve Maslow, Gregg Landaker, Rick Kline e Ivan Sharrock |
| Mejor dirección artística Presentado por: Catherine Zeta-Jones | Mejor fotografía Presentado por: Julia Roberts |
| Wò hǔ cáng lóng (Tigre y dragón) — Dirección artística y Diseño de decorados: Tim Yip | Wò hǔ cáng lóng (Tigre y dragón) — Peter Pau |
| - How the Grinch Stole Christmas (El Grinch) – Dirección artística: Michael Corenblith; Diseño de decorados: Merideth Boswell - Gladiator — Dirección artística: Arthur Max; Diseño de decorados: Crispian Sallis - Quills — Dirección artística: Martin Childs; Diseño de decorados: Jill Quertier - Vatel — Dirección artística: Jean Rabasse; Diseño de decorados: Françoise Benoît-Fresco | - The patriot (El patriota) — Caleb Deschanel - Gladiator — John Mathieson - Malèna — Lajos Koltai - O Brother, Where Art Thou? — Roger Deakins |
| Mejor maquillaje Presentado por: Kate Hudson | Mejor diseño de vestuario Presentado por: Penélope Cruz |
| How the Grinch Stole Christmas (El Grinch) — Rick Baker y Gail Ryan | Gladiator — Janty Yates |
| - Shadow of the Vampire (La sombra del vampiro) — Ann Buchanan y Amber Sibley - The Cell (La celda) — Michèle Burke y Edouard Henriques | - 102 dálmatas — Anthony Powell - How the Grinch Stole Christmas (El Grinch) — Rita Ryack - Quills — Jacqueline West - Wò hǔ cáng lóng (Tigre y dragón) — Tim Yip |
| Mejor montaje Presentado por: Russell Crowe | Mejores efectos visuales Presentado por: Michelle Yeoh y Chow Yun-Fat |
| Traffic — Stephen Mirrione | Gladiator — John Nelson, Neil Corbould, Tim Burke y Rob Harvey |
| - Almost Famous (Casi famosos) — Joe Hutshing y Saar Klein - Gladiator — Pietro Scalia - Wonder Boys (Jóvenes prodigiosos) — Dede Allen - Wò hǔ cáng lóng (Tigre y dragón) — Tim Squyres | - El hombre sin sombra (Hollow Man) — Scott E. Anderson, Craig Hayes, Scott Stokdyk y Stan Parks - The Perfect Storm (La tormenta perfecta) — Stefen Fangmeier, Habib Zargarpour, John Frazier y Walt Conti |

### Óscar Honorífico
- Jack Cardiff
- Ernest Lehman

## In Memoriam
Como cada año, se recuerda a las personas fallecidas durante el año: Charles Gray, Richard Coiller, Wally Rose (doble de riesgo), Helen Martin, Clarie Trevor, Lewis Allen (director), Douglas Fairbanks Jr., David Bretherton (editor), Julie London, Paul Bartel, John Gielgud, David Tomlinson, Walter Matthau, Max Showalter, Alec Guinness, Loretta Young, Harold Nicholas, Robert Swink, Toru Tanaka, Jack Nitzche (compositor), Beah Richards, Ann Doran, Richard Mulligan, Richard Farnsworth, Sam O'Steen (editor), Gwen Verdon, Ring Lardner Jr. (escritor), Francis Lederer, Nancy Marchand, George Wells (guionista), Werner Klemnperer, Richard Hazard (director de orquesta), James Card (preservacionista de películas), Nils Poppe, Billy Barty, Jason Robards, Ray Walston, Jacques Marin, Howard W. Koch (productor), Stanley Kramer (director) y Jim Varney.

## Premios y nominaciones múltiples
| Película                                      | Candidaturas | Premios |
| --------------------------------------------- | ------------ | ------- |
| Gladiator                                     | 12           | 5       |
| Wò hǔ cáng lóng (Tigre y dragón)              | 10           | 4       |
| Traffic                                       | 5            | 4       |
| Erin Brockovich                               | 5            | 1       |
| Almost Famous (Casi famosos)                  | 4            | 1       |
| How the Grinch Stole Christmas (El Grinch)    | 3            | 1       |
| Wonder Boys (Jóvenes prodigiosos)             | 3            | 1       |
| Pollock                                       | 2            | 1       |
| U-571                                         | 2            | 1       |
| Chocolat                                      | 5            | 0       |
| Billy Elliot                                  | 3            | 0       |
| The patriot (El patriota)                     | 3            | 0       |
| Quills                                        | 3            | 0       |
| The Contender (Candidata al poder)            | 2            | 0       |
| You Can Count On Me (Puedes contar conmigo)   | 2            | 0       |
| Shadow of the Vampire (La sombra del vampiro) | 2            | 0       |
| O Brother, Where Art Thou?                    | 2            | 0       |
| Malèna                                        | 2            | 0       |
| The Perfect Storm (La tormenta perfecta)      | 2            | 0       |
| Cast Away (Náufrago)                          | 2            | 0       |